# Semora
Semora es un género de arañas araneomorfas de la familia Salticidae. Se encuentra en Sudamérica y Centroamérica.   

## Especies
Según The World Spider Catalog 12.5::
- Semora infranotata Mello-Leitão, 1945
- Semora langei Mello-Leitão, 1947
- Semora napaea Peckham & Peckham, 1892
- Semora trochilus Simon, 1901